# Michał Turkiewicz
Michał Turkiewicz (ur. 25 listopada 1956 w Sulikowie, zm. 17 września 2021 w Lubaniu) – polski polityk, poseł na Sejm IV kadencji.

## Życiorys
Syn Jana i Elżbiety. Ukończył w 1988 studia na Wydziale Społeczno-Politycznym Akademii Nauk Społecznych w Warszawie. W 1976 wstąpił do Związku Socjalistycznej Młodzieży Polskiej, w 1986 pełnił funkcję przewodniczącego zarządu gminnego ZSMP w Lubaniu. Od 1978 do rozwiązania należał do Polskiej Zjednoczonej Partii Robotniczej. W latach 80. był etatowym pracownikiem komitetu miejskiego partii, był kierownikiem Miejskiego Ośrodka Pracy Ideowo-Wychowawczej (1982–1983) oraz instruktorem (1986–1990). Od 1988 do 1990 pełnił funkcję wiceprzewodniczącego miejskiej rady narodowej w Lubaniu. W latach 1990–1998 pracował jako nauczyciel, następnie do 2001 obejmował stanowisko wiceburmistrza Lubania.
Sprawował mandat posła na Sejm IV kadencji z okręgu legnickiego, wybranego z listy Sojuszu Lewicy Demokratycznej. Pracował w Komisji Samorządu Terytorialnego i Polityki Regionalnej oraz Komisji Gospodarki. W 2005 nie uzyskał ponownie mandatu.
W 2006 został powołany na stanowisko prezesa Zakładu Gospodarki i Usług Komunalnych w Lubaniu. Do 2007 pełnił funkcję prezydenta Euroregionu Nysa. Wszedł w skład władz wojewódzkich SLD. W 2010 został radnym powiatu lubańskiego. Mandat utrzymywał również w 2014 i 2018.
W 2001 otrzymał Złoty Krzyż Zasługi.
Został pochowany na cmentarzu komunalnym w Lubaniu.